# Абуль-Касим
Абуль-Касим — гора в юго-восточной Эфиопии. Расположена в регионе Оромия, высота 2710 м над уровнем моря.
Имеет большое значение для культурной и религиозной традиции народа оромо. Является местом погребения святых мусульман и объектом ежегодного паломничества.